# Giampaolo Di Paola
Giampaolo Di Paola (Torre Annunziata, 15 de agosto de 1944) es un militar italiano, fue Ministro de Defensa de su país.
El 16 de noviembre de 2011 tomó posesión de su cargo en el gobierno técnico de Mario Monti. Hasta entonces había ocupado el cargo de presidente del Comité Militar de la OTAN y anteriormente, de 2004 a 2008, el de jefe del Estado Mayor.